# جزیره پیشوا
جزیره پیشوا یکی از جزایر دریاچه ارومیه است.
مساحت این جزیره کوچک ۰٫۰۰۷ کیلومتر مربع و ارتفاع آن از سطح دریاهای آزاد ۱۲۸۰ متر است.
جزیره پیشوا در شمال غربی دریاچه ارومیه و در غرب جزیره بزرگ‌تر مرکید واقع شده‌است. جزیره بردین در فاصله‌ای بسیار کم و در جنوب پیشوا قرار گرفته‌است.
نزدیک‌ترین روستا به این جزیره‌ها روستای قالقاچی است.
نام قدیمی جزیره پیشوا، ملایوردی بوده‌است.